# Prefectura del pretorio de las Galias
La prefectura del pretorio de las Galias fue una de las prefecturas del pretorio del Bajo Imperio romano.
El prefecto del pretorio de las Galias tenía su residencia en Augusta Treverorum (Tréveris) entre 337-407 y Municipium Arelate (Arlés) entre 407-477.
La prefectura fue creada tras la muerte de Constantino I en 337. Del 17 de enero de 395, día de la muerte de Teodosio al 4 de septiembre de 476, día de la deposición de Rómulo Augusto por Odoacro, formó parte con la Prefectura del pretorio de Italia del Imperio romano de Occidente (Imperium Romanum, pars occidentalis).

## Territorio
La prefectura de las Galias incluía, de norte a sur:
- Britania.
- Galia Transalpina.
- Hispania.
- África romana: la parte occidental de Mauritania.

La Galia Cisalpina no formaba parte de la Prefectura de las Galias.

## Subdivisiones
La prefectura de las Galias estaba dividida en cuatro diócesis administradas, cada una de ellas, por un vicario:
- La Diócesis de Hispania, donde el vicario vivía en Augusta Emerita (Mérida), incluía las siguientes provincias:
  - En la Hispania Citerior, la Tarraconense, la Gallaecia, la Cartaginense y la Balearica;
  - En la Hispania Ulterior, la Bética y la Lusitania;
  - En Mauritania, la Mauritania Tingitana;
- La Diócesis de las Galias comprendía las siguientes provincias:
  - En la Galia Céltica, Lugdunensis prima, Lugdunensis secunda, Lugdunensis tertia y Lugdunensis senonia;
  - En la Galia Bélgica, Belgica prima, Belgica secunda, Maxima Sequanorum, Germania prima y la Germania inferior;
  - En los Alpes, los Alpes Peninos;
- La Diócesis de las Siete Provincias, incluía las siguientes provincias:
  - En la Narbonense, Narbonensis prima, Narbonensis secunda y Viennensis;
  - En los Alpes, los Alpes Martimae;
  - En la Galia Aquitánica, la Aquitanica prima, Aquitanica secunda y Novempopulania;
- La Diócesis de Britania, donde el vicario vivía en Londinium, incluía las siguientes provincias:
  - En la Britania superior, Maxima Caesariensis y Britania Prima;
  - En la Britania inferior, Flavia Caesariensis y Britania Secunda;
  - Entre las murallas de Adriano y de Antonino, Valentia.

## Lista de prefectos del pretorio de las Galias

### SigloIV
- Junius Annius Bassus (318-331)
- C. Caelius Saturninus (331-335)
- C. Annius Tiberianus (335-337)
- Aurelius Ambrosius (337-340)
- Aconius Catullinus (341, dudoso)
- Fabius Titianus (342-350)
- Vulcacius Rufinus (353-354)
- Gaius Ceionius Rufius Volusianus (354-355)
- Honoratus (355-357)
- Flavio Florencio (c. 357-360)
- Nebridius (360-361)
- Decimius Germaniacus (361)
- Sallustius (in 363)
- Vulcacius Rufinus (2.ª vez, 365-368)
- Maximinus (371-376)[1]
- Flavius Claudius Antonius (376-377)
- Ausonio (377-378, co-prefecto desde 376)
- Siburius (378-382)
- Mallius Theodorus (382-383)
- Evodius (c. 384-386)
- Constantinianus (389)
- Neoterius (390)
- Hilarius (396)
- Theodorus (396/397)
- Flavius Vincentius (397-400)

### SigloV
- Andromachus (c. 401)
- Claudius Postumus Dardanus (1.ª vez c. 402)
- Romulianus (404-405)
- Petronius (402-408) - sede de la prefectura trasladada a Arelate en 407
- Limenio (408) - asesinado en Ticinum (Pavía)
- Apollinaris (408)
- Decimus Rusticus (409-411)
- Claudius Postumus Dardanus (2.ª vez, 412-413)
- Vicentius (413)
- Iulius (c. 414)
- Flavius Julius Agricola (416-418)
- Exuperantius (421-424)
- Amatus (c. 425)
- Flavio Aecio (426-c. 427)
- Auxiliaris (435-437)
- Avito (c. 439)
- Florentius (439)
- Caecina Decius Aginatius Albinus (440)
- Marcellus (c. 441-445)
- Tonantius Ferreolus (450/451-453)
- Priscus Valerianus (antes de 456)
- Paeonius (456-458)
- Magnus (459-460)
- Arvando (464-469)
- Flavius Magnus (469)
- Magnus Felix (c. 470)
- Eutropius (c. 471)
- Polemius (475-after 477) - Los últimos restos de la Prefectura pasaron a dominio visigodo

### SigloVI
- Petrus Marcellinus Felix Liberius (510-536) - Prefecto bajo dominio ostrogodo